# Thomas Hylland Eriksen

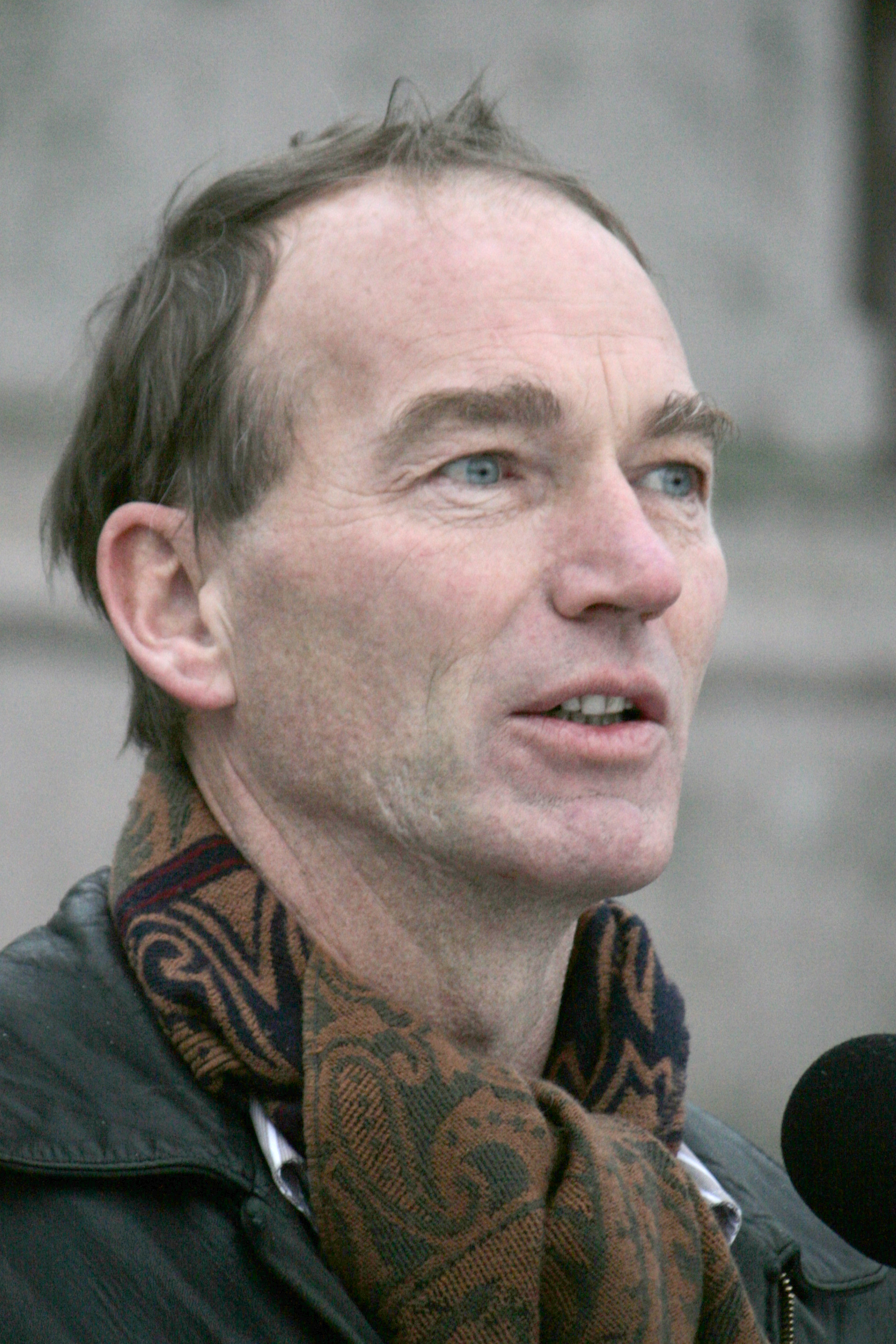
Thomas Hylland Eriksen (2011)

Geir Thomas Hylland Eriksen (* 6. Februar 1962 in Oslo; † 27. November 2024 ebenda) war ein norwegischer Sozialanthropologe. Er war Professor für Sozialanthropologie an der Universität Oslo.

## Leben und Wirken
Eriksen studierte ab 1981 an der Universität Oslo Philosophie, Soziologie und Sozialanthropologie. Nach dem ersten Abschluss als Cand.mag. 1984 schloss er ein Aufbaustudium der Sozialanthropologie an, das er 1987 als Cand.polit. abschloss. Er wurde 1991 mit der Arbeit Ethnicity and Two Nationalisms: Social Classification and the Power of Ideology in Trinidad and Mauritius zum Ph.D. promoviert.
Nach vier Jahren als wissenschaftlicher Assistent (førsteamanuensis) wurde Eriksen 1995 im Alter von 33 Jahren zum Professor an der Universität Oslo ernannt. Zu diesem Zeitpunkt war er nach Arne Næss der zweitjüngste Norweger, der jemals auf einen Lehrstuhl berufen wurde. 2011 erhielt er ein Ehrendoktorat der Universität Stockholm und für das Jahr 2022 die SSAG-Medaille in Gold. Eriksen war auch Ehrendoktor der Universität Kopenhagen und der Karls-Universität in Prag. Darüber hinaus war er dem Max-Planck-Institut für ethnologische Forschung in Halle/Saale als „Auswärtiges Wissenschaftliches Mitglied“ verbunden.
Thomas Hylland Eriksen publizierte etwa 60 Bücher, die in mehr als 30 Sprachen übersetzt sind, außerdem etwa 800 Fachaufsätze. Seine Forschungsschwerpunkte waren Identität, Identitätspolitiken, Nationalismus, Rassismus, Ethnizität und Globalisierung. Er forschte unter anderem in  Mauritius und Trinidad. Ein erheblicher Teil seiner Arbeit hatte die Popularisierung der Sozialanthropologie zum Ziel. Sein Buch Small Places – Large Issues wird als allgemeines Einführungsbuch in die Sozialanthropologie an vielen skandinavischen und auch deutschsprachigen Universitäten verwendet, u. a. am Institut für Kultur- und Sozialanthropologie der Universität Wien.
Eriksen schrieb außerdem regelmäßig für norwegische Zeitungen. Während des Studiums war er von 1982 bis 1988 Redakteur der gegenkulturellen, anarchistischen Zeitschrift Gateavisa, später von 1993 bis 2001 Redakteur der Kulturzeitschrift Samtiden.
Eriksen war verheiratet und Vater von zwei Kindern. 2016 wurde bei ihm Bauchspeicheldrüsenkrebs diagnostiziert. Im November 2024 starb er im Alter von 62 Jahren.

## Ausgewählte Werke in Englisch
- Ethnicity and Nationalism (1993/2010)
- Small Places – Large Issues (1995/2010)
- A History of Anthropology (2001/2013, mit F. S. Nielsen) – online (2nd ed.)
- What is Anthropology? (2004)
- Engaging Anthropology (2006)
- Globalization: The Key Concepts (2007)
- Flag, Nation and Identity in Europe and America (2007, ed. w/Richard Jenkins)
- Paradoxes of Cultural Recognition (2009, ed. w/Halleh Ghorashi und Sharam Alghasi)